# Palazzo Mezzanotte
Il Palazzo Mezzanotte, o Palazzo della Borsa, è l'edificio che ospita la Borsa Valori di Milano, in piazza degli Affari al civico 6. Fu costruito fra il 1929 e il 1932 in stile Novecento su committenza della camera di commercio di Milano e su progetto dell'architetto Paolo Mezzanotte allo scopo di unificare tutte le attività borsistiche milanesi in un solo luogo.

## Storia

### Le Borse prima di Palazzo Mezzanotte
La prima Borsa del commercio di Milano fu istituita nel 1808 nei locali del Monte di Pietà con Decreto di Napoleone Bonaparte. Il 30 ottobre 1809 le contrattazioni furono però trasferite nel palazzo dei Giureconsulti in piazza dei Mercanti, in un salone di soli 250 metri quadrati che si rivelò presto insufficiente alle crescenti attività finanziarie; a quel tempo Napoli era la vera locomotiva d'Italia e su tre commerci 2 erano nella grande capitale del Regno borbonico.
La camera di commercio milanese dovette quindi pianificare la costruzione di una nuova Borsa che ne ospitasse più degnamente le attività: l'area venne individuata nell'allora nuova piazza Cordusio e il progetto del palazzo affidato all'architetto Luigi Broggi: la nuova sede di piazza Cordusio venne quindi inaugurata nel 1901.
Dopo soli vent'anni, però, anche la nuova Borsa Valori del Cordusio divenne insufficiente alle crescenti attività che nel frattempo avevano visto anche la nascita della Borsa Merci, le cui attività abbisognavano di una sede adatta.
Con l'intento quindi di riunire tutte le attività borsistiche, nel dicembre del 1925 il Commissario governativo della camera di commercio, senatore Angelo Salmoiraghi, deliberò l'acquisto del Palazzo Turati di via Meravigli, allora sede dell'Unione Cooperativa di Milano e l'area compresa fra la stessa via e la retrostante piazza San Vittore al Teatro con l'intenzione di spostarvi le Borse milanesi.
L'iniziale intenzione era di adattare palazzo Turati, "attraverso facili trasfigurazioni", in modo da potere ricevere i locali e le attività della Borsa Valori e della Borsa Merci, ma ben presto l'architetto Paolo Mezzanotte, che era stato incaricato di predisporre un progetto per la trasformazione del palazzo, arrivò alla conclusione che l'adattamento sarebbe stato talmente vasto da snaturare del tutto il Palazzo Turati. Si deliberò quindi la costruzione di un nuovo palazzo, affidata al medesimo Mezzanotte, e che oggi ne porta il nome.

### La progettazione e costruzione del palazzo

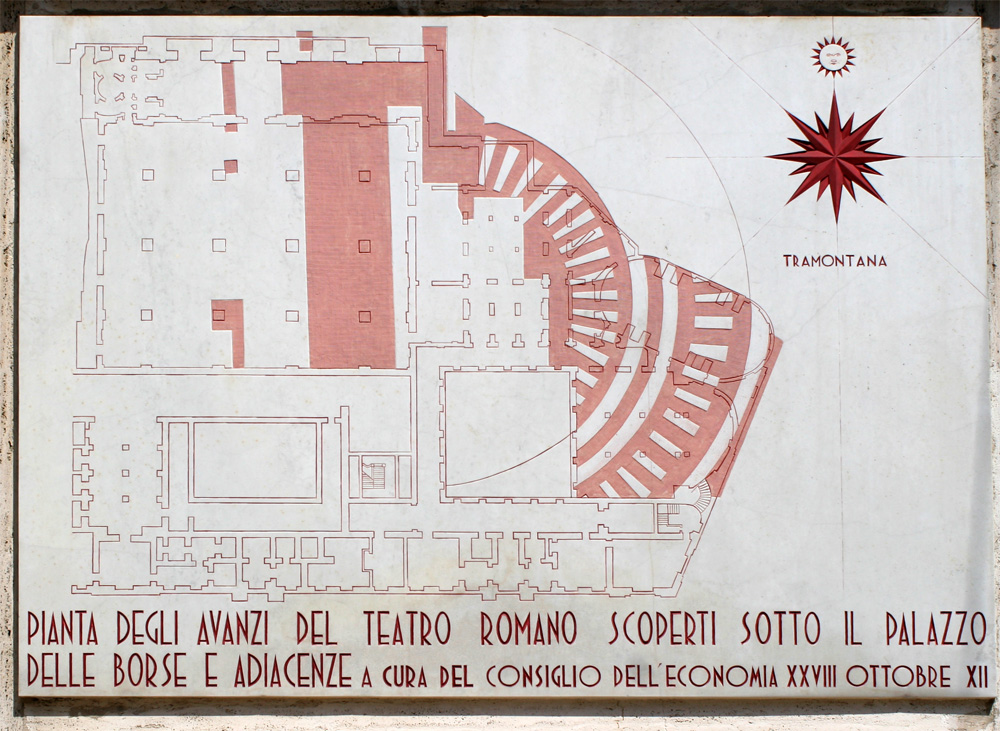
La lapide che mostra la pianta dei ritrovamenti del teatro romano di Milano

Mezzanotte e il fratello Vittorio, ingegnere, iniziarono nel 1927 i rilievi per la costruzione del nuovo complesso; il primo cantiere venne aperto nell'agosto del 1929, per fare spazio alla nuova costruzione vennero demoliti un edificio commerciale di recente costruzione e due porticati che ospitavano dei negozi, mentre vennero preservati - seppur con qualche modifica - il Palazzo Turati, nel quale il nuovo palazzo si innestava, e l'atrio della galleria Buffoli sulla via Meravigli che era parte del Palazzo Turati.
La parte nuova del complesso venne innalzata sul fronte dell'allora stretta via San Vittore al Teatro, sulla quale la facciata originariamente prospettava: solo successivamente vennero demoliti alcuni fabbricati che occupavano l'attuale piazza Affari e che sorgevano dirimpetto al nuovo complesso; per liberare completamente la costruenda piazza venne demolito anche tutto l'isolato che sorgeva fra la piazzetta e la via San Vittore al Teatro.

La piazza non ancora completata, 1932

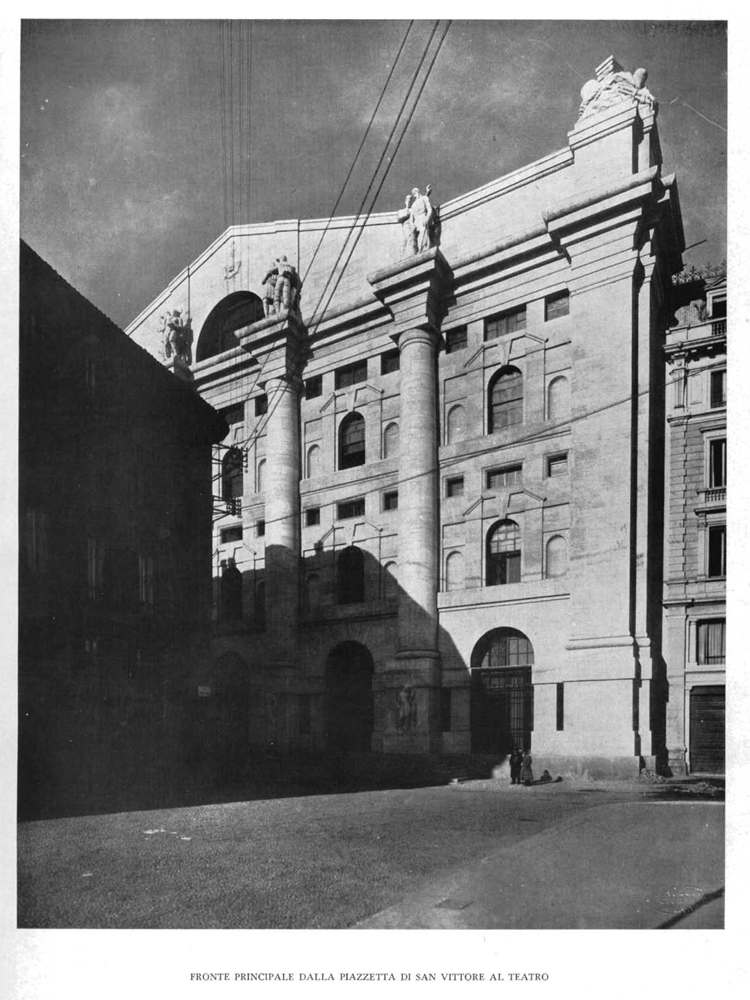
La facciata del palazzo nel 1932: sono ancora presenti gli edifici poi demoliti.

Durante i lavori furono rinvenuti nell'area i resti del teatro romano di Milano che causarono rallentamenti nella costruzione per tutelare e valorizzare gli scavi. Sul lato dell'edificio è presente una targa in marmo con lo schema dei ruderi del teatro romano di Milano sottostante all'edificio.
Il palazzo, che si estendeva per un totale di 6450 m², fu inaugurato nell'ottobre del 1932.
Fu un palazzo all'avanguardia per l'epoca in Italia: fu il primo a prevedere l'esecuzione automatica delle chiamate simultanee degli ascensori, aveva un sistema di condizionamento dell'aria funzionante con acqua e vapore ed ospitava il più grande quadro luminoso elettrico d'Italia che permetteva la visione della quotazione in tempo reale dei 78 titoli ammessi alla Borsa di Milano.
La monumentale facciata dell'edificio, in puro stile Novecento, è alta 36 metri e poggia su una scalinata d'ingresso alta un metro e mezzo; è realizzata in blocchi di marmo travertino e ospita sculture di Leone Lodi e Geminiano Cibau raffiguranti i quattro elementi naturali, considerati fonti della ricchezza economica.

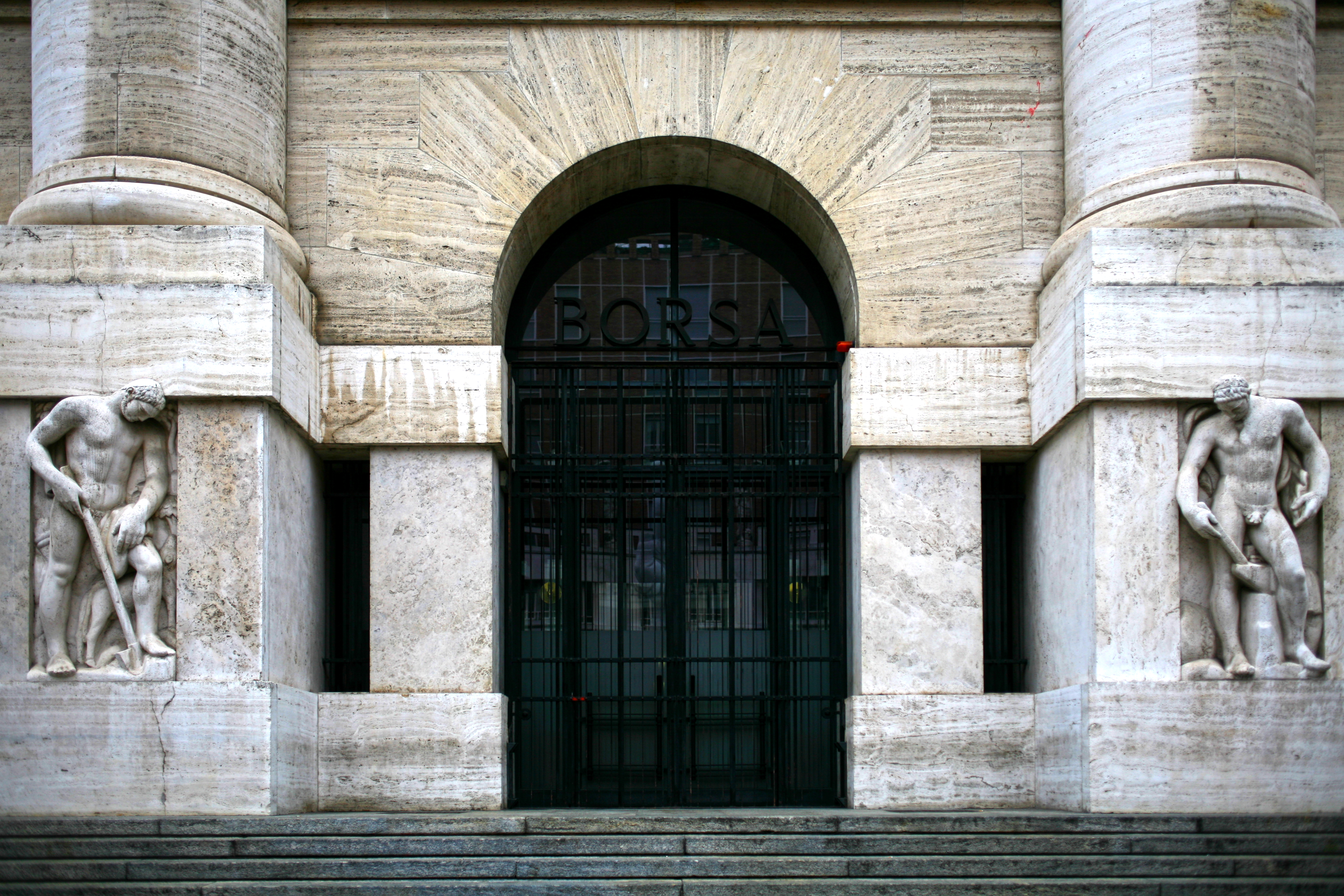
L'ingresso della Borsa di Palazzo Mezzanotte: ai lati Terra e Fuoco di Leone Lodi

All'interno del palazzo, l'enorme soffitto in vetro a scomparti lineari della sala del mercato dei cereali detto "il grido di Bazzi" fu realizzato su disegno del pittore Carlo Bazzi dalla vetreria d'arte milanese Corvaya e Bazzi; la sala delle grida, luogo dove si eseguivano le contrattazioni "a chiamata", è illuminata dall'alto attraverso un grande velario in vetro inciso raffigurante la volta celeste e le sue costellazioni, realizzato su disegno di Gio Ponti dal vetraio d'arte ticinese Pietro Chiesa (1892-1948).

### Dagli anni novanta ad oggi
A partire dall'inizio degli anni novanta, il mercato borsistico italiano ha interrotto le contrattazioni azionarie con le aste a chiamata, dando l'avvio all'informatizzazione degli scambi tramite sistema telematico vedendo un progressivo abbandono della Borsa “gridata”.
Oggi dove si svolgevano le contrattazioni è presente un centro congressi, realizzato e gestito da Piazza Affari Gestione e Servizi Spa, società del gruppo Borsa Italiana, che può ospitare oltre 600 persone tra lo storico Parterre, le Sale Convegni nell'Underground, la Training Room, gli spazi di incontro e di ricreazione.